# Числа Перрона
В математике числом Перрона является целое алгебраическое число α, которое является вещественным и больше 1, при этом все его сопряжённые элементы меньше α по абсолютной величине. Например, больший из двух корней неприводимого многочлена {\displaystyle x^{2}-3x+1} является числом Перрона.
Числа Перрона названы в честь немецкого математика Оскара Перрона. Теорема Фробениуса — Перрона утверждает, что для вещественной квадратной матрицы с положительными алгебраическими коэффициентами, наибольшее собственное значение которых больше единицы, это собственное значение является числом Перрона. В качестве тесно связанного случая число Перрона графа определяется как спектральный радиус его матрицы смежности.
Любое число Пизо или число Салема является числом Перрона, как и мера Малера мономерного целочисленного многочлена.